# Кривчана (Верещагинский район)
Кривчана — деревня в Верещагинском районе Пермского края, в составе Сепычевского сельского поселения. Известна с  1795  г. как деревня Соловьева. Население 199 человек на 2007 год. Соседние деревни: Паклино, Дёмино и Шатрово.